# Carl Piper (1946–2023)
Carl Gustaf Eric Alfred Piper, ibland kallad Röde greven, född den 26 december 1946 i Högestads församling i Högestads landskommun, död den 19 augusti 2023 i Löderups distrikt i Ystads kommun, var en svensk greve och godsägare, från födseln fideikommissarie till Högestad och Christinehof.

## Biografi
Carl Piper var son till greveparet Carl och Marianne Piper samt dotterson till Jonte Hultkrantz. 
Carl Pipers far avled innan Piper kom till världen och två år senare gifte modern om sig med Ian D. Hamilton och flyttade till Barsebäck, där Piper växte upp. Efter myndighetsdagen övertog Piper ansvaret för Högestads gods. Modern var senare trolovad med landshövding Gösta Netzén.
Carl Piper tog under 1970-talet två guld i svenska mästerskapen i banracing.
Carl Piper gifte sig 1972 med Eva Aleman och fick två barn, dottern Anna (född 1974) och sonen Fredric (född 1977).

## Politiskt engagemang
Piper kom att kallas "röde greven" då han på 1970-talet föreslog att de anställda vid Högestad och Christinehof skulle få köpa aktier i driftbolaget Högestad & Christinehof Förvaltnings AB. Under 1970-talet anslöt han sig till socialdemokraterna och lokalföreningen Sövestads socialdemokratiska förening. Han var mycket engagerad i kampen mot gruvdrift på Österlen.